# La prima comunione

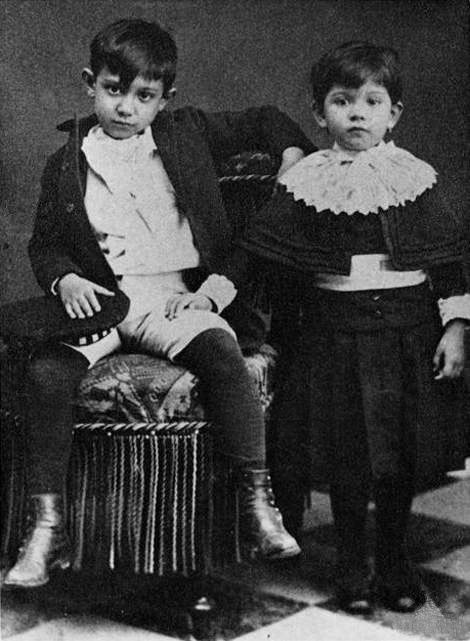
Pablo Picasso con la sorella Lola di 5 anni

La prima comunione (La primera comunión) è la prima opera di grandi dimensioni esposta al pubblico di Pablo Picasso. È un olio su tela, che presenta riferimenti alla cultura cattolica spagnola e che ritrae la sorella Lola accompagnata dai genitori e inginocchiata vicino all'altare di una chiesa durante il ricevimento del sacramento della sua prima comunione. La fanciulla indossa un abito bianco, in contrapposizione con le tinte scure della chiesa e degli astanti, trovandosi così al centro della scena e attraendo su di sé gli sguardi dei genitori e del chierichetto accanto all'altare.
Si tratta di un'opera dove si denota ancora il realismo accademico del primo Picasso, che all'epoca dell'esecuzione del dipinto aveva 15 anni. Il quadro, dipinto nell'inverno 1895-96, fu esposto la prima volta a Barcellona nell'ambito dell'esposizione municipale di aprile e maggio 1896 ed è tuttora conservato al Museo Picasso, sito nella stessa città.